# Антирасистський протест у Москві (1963)
Антирасистський протест у Москві 1963 року — акція протесту африканських студентів, що вібдулась на Червоній площі 18 грудня 1963 року. Приводом стала смерть ганського студента Едмунда Ассаре-Аддо. Це була перша політична акція на Червоній площі, з часів протестів троцькістів у 1920-х роках.

## Передумови
50-60-ті роки ХХ століття стали періодом деколонізації Африки, що призвело до появи низки нових незалежних країн, за вплив на які розгорнулась боротьба між Заходом та СРСР.  У січні 1960 року було опубліковано указ ЦК про розширення культурних зв’язків із Африкою на південь від Сахари, а в лютому створено Університет Дружби Народів ім. Патріса Лумумби. 
Для покращення інтеграції іноземних студентів було створено мережу студентських організацій, насамперед земляцтв. Однак, замість інтеграції в офіційну вузівську вертикаль африканські студенти стали використовувати їх як реальний механізм захисту своїх інтересів від побутового расизму.

## Хід протестів
9 грудня 1963 року студенти з Гани отримали від посольства країни запрошення прибути до Москви  на певний захід на вихідних 14-15 грудня. Хоча пізніше в посольстві заявили, що нікого не запрошували, 13 грудня біля установи зібралось близько 300 африканських студентів.
В цей час стає відомо, про вбивство ганського студента Едмунда Ассаре-Аддо, що вчився в Калінінському університеті.  Його тіло було знайдено біля сільської дороги, що вела на МКАД. Офіційна версія стверджувала, що він помер через переохолодження, перебуваючи в нетверезому стані. Його друзі стверджували, що Едмунд мав намір одружитись з російською дівчиною, що не подобалось її родичам та знайомим і могло стати причиною вбивства. Небажання влади розслідувати смерть стало причиною протестів.
Посол Гани в Москві Джон Еліот, на зустрічі з офіційними особами СРСР заявив, що посольство не викликало студентів у Москву, і звинуватив у провокації США, Велику Британію, Францію, ФРН та Нідерланди. Крім того, він підкреслив своє негативне ставлення до протесту, попросивши взяти посольство Гани під охорону, а учасників протестів відрахувати з університетів.
18 грудня 1963 р. декілька сотень студентів зібрались на Червоній площі у Москві.  Вони написали меморандум для представлення радянській владі. Протестувальники несли плакати з гаслами "Москва - центр дискримінації", "Припиніть вбивати африканців!" і "Москва, друга Алабама ", вигукуючи гасла  англійською, російською та французькою мовами. Демонстранти стали біля Спаських воріт, де дали коментарі для представників зарубіжних ЗМІ.
Для зустрічі із студентами прибули В'ячеслав Єлютін -  міністр вищої і середньої спеціальної освіти СРСР, Василь Снастін - аступник завідувача ідеологічного відділу ЦК КПРС та Сергій Курашов - іністр охорони здоров'я СРСР. Вони запропонували протестувальникам обрати ініціативну групу, яка вестиме переговори, але студенти заявили, що на зустрічі мають бути присутні всі.
Зустріч відбулась в актовому залі Архітектурного інституту. 
Три студента, які були обрані делегатами від протестувальників, наголосили, що це був протест не для політичних або матеріальних невдоволень в цілому, а для того, щоб підкреслити загрози, які відчувають африканські студенти. За очевидної підтримки натовпу всі троє категорично відкинули «аномальну» інтерпретацію радянського расизму. Студенти люто аплодували, коли перший оратор, однокурсник Ассаром-Аддо з Гани в Калінінському медичному інституті, відкрито заявив: «Ми не впевнені в нашій безпеці в цій країні. Коли нас б'ють, ніхто не звертає уваги. Можливо, міністр про це не знає». Цей студент висунув тезу про те, що росіяни вбили Аддо через зв’язок з російської жінкою. Другий оратор, нігерієць, який навчається в Університеті дружби народів, розповів про своє розчарування в радянському суспільстві після побиття росіянами в Парку Горького, коли міліція стояла і спостерігала; попереджений про расистські настрої з боку комсомолу; і прийшов до висновку, після ретельного розрізнення альтруїзму радянського уряду і расизму багатьох радянських людей, що «ми краще будемо жити без друзів, ніж прийняти таку дружбу». Третій оратор, студент-медик з Гани, який спостерігав розтин, повернувся до теми смерті Ассаром-Аддо. Менш полемічний, ніж попередні два, він просто підтвердив той факт, що Аддо замерз, але спростував заяву радянських офіційних осіб про те, що він був п'яний, і підкреслив, що для студентів було ключем до розгадки всієї загадки: як він опинилися в 22 кілометрах від Москви в смузі безлюдній пустки.
За результатами зустрічі було підписано меморандум, який підкреслював необхідність розслідування вбивства.

## Наслідки
Протести не призвели до зменшення дискримінації чорношкірих студентів в СРСР. Прояви побутового расизму збереглися, а офіційна влада на сторінках газети «Правда» заперечували наявність дискримінації, пропонуючи всім незадоволеним африканцям покинути країну:
«Якщо наші законні порядки комусь не подобаються, якщо хто-небудь не бажає рахуватися з ними, то ці особи в будь-який момент можуть покинути нашу країну».